# Narace
Narace (z lat. narratio, tj. vyprávění) je v diplomatice označení pro tu část listiny, která pojednává o konkrétních důvodech, které vedly k jejímu vydání. Její význam je tím odlišný od arengy, která podává všeobecné důvody. Narace je součástí textu a předchází dispozici.

## Význam
Narace obsahuje objasnění skutečných nebo domnělých okolností, které listině předcházely a podnítily její vydání. Pokud není příjemce listiny jmenován přímo v samostatné inskripci, objevuje se v naraci. V naraci se vedle příjemce mohou vyskytovat i jména dalších osob, které měly na vzniku listiny podíl, většinou zprostředkovaly příjemcovu žádost. Podle jejich vztahu k vydavateli listiny se jedná o petitora, prosebníka, stojícího společensky níže než vydavatel nebo o intervenienta, osobu na stejné či vyšší úrovni.
Narace vychází z tradice antické rétoriky. Formulářové sbírky středověkých kanceláří měly tendenci k typizované naraci. V jednoduchých typech listin mohla narace i chybět.

## Příklady
- 1262, Přemysl Otakar II.: Experti argumentis pluribus vestram fidelitatem debitis, vos volentes pro vide exequi beneficiis et honore... – Zkušení mnoha argumenty vaší zasloužilé věrnosti, za to vás chceme obdařit dobrodiním a ctí...

- 1475, Vladislav Jagellonský: ...jakož najjasnější král Jiří předek náš šťastné paměti zapsal jest a zastavil na městě našem Mostu urozenému někdy Janovi z Kolorat Bezdružickému a dědicom jeho puoldruhého sta kop grošuov platu ročního, kterýž by se měl do komory naší královské vydávati summy naší hromničné a úroka svatomartinského třidceti kop grošuov a také šest kop grošuov za zproštění židuov a cla menší i větší ve dvu tisících kopách groších širokých Českých. My pak hledíce v tom obtížení purkmistra, konšeluov i obce již psaného města Mostu věrných našich milých, a jsuce také od nich prošení, aby z takového obtížení vysvobozeni byli, k prosbě jich i také pro věrné služby jich, kteréž nám činili, činí a potom tím lépe aby mohli a měli činiti, s dobrým rozmyslem a radu věrných našich...

- 1549, Ferdinand I.: ...jakož jsau léta tisícého pětistého čtyřitcátého sedmého jminulého opatrní primas, purkmistr, konšelé i všecka obec města našeho Mostu proti nám znamenitě přečinili a v nemilost naší královsku upadli a skrze takové provinění všecka svá privilegia, svobody a vejsady od císařuov a králuov Českých slavné paměti předkuov našich i od nás jim nadané provinili a nám v moc i sami sebe dali. Ale prohlédajíc my na jejich ponížené, poddané a pokorné prosby i také přímluvy, kteréž jsau za ně od najjasnějšího knížete Ferdinanda arciknížete Rakauzského etc. syna našeho nejmilejšího učiněny z přirozené milostivé vuole naší jakožto král křesťanský vzhlédnauc na ustavičné prozby a jsauc milosrdenstvím hnuti...